# Cima Falkner
Die Cima Falkner (manchmal auch Cima del Falkner genannt) ist ein, laut DAV-Karte, 2988 Meter, nach CAI-Führer 2999 Meter, hoher Berg in der Brentagruppe, einem Gebirge der südlichen Kalkalpen in der italienischen Provinz Trient. Seinen Namen trägt er seit 1881 nach dem italienischen Alpinisten Alberto de Falkner. Er gehört zum Massiv der 2898 Meter hohen Cima del Grostè im nördlichen Teil der Brenta. Der Felsberg ist durch den teilweise als Klettersteig ausgebauten Bocchette-Weg, im Abschnitt Via Benini, gut erschlossen und daher leicht zu besteigen. Durch seine Südwest- und Westwand führen Kletterrouten. Zuerst bestiegen wurde der damals Rocca di Vallesinella genannte Berg im Sommer 1882 durch Alberto de Falkner und den Bergführer Antonio Dallagiacoma. Es ist allerdings anzunehmen, dass lange vorher bereits einheimische Jäger auf dem Gipfel waren. Im August 2025 stürzte der zentrale Gipfelaufbau ein, nachdem sich bereits einige Tage zuvor Risse gebildet und sich mehrere Steinlawinen gelöst hatten. Geologen machten das Auftauen des Permafrosts für den Einsturz verantwortlich. Nach Schätzungen der Behörden hatte der Bergsturz ein Volumen von über einer halben Million Kubikmetern.

## Umgebung
Die Cima Falkner liegt im nördlichen Teil der Brentagruppe, dem Grostè-Massiv. Unterhalb ihrer 300 Meter hohen Westwand erstreckt sich der kleine Gletscher Vedretta di Vallesinella inferiore. Benachbarte Berge sind im Verlauf des kurzen Südgrats der 2940 Meter hohe Campanile di Vallesinella, unmittelbar im Norden liegt der Campanile dei Camosci mit einer Höhe von 2914 Metern und, getrennt durch die Schlucht Bocca dei Camosci, die Cima del Grostè, mit 2898 Metern der höchste Berg des Massivs. Nach Nordwesten läuft das Gebiet in das Vallesinella (Sinellatal) aus, im Südosten verläuft das Val delle Seghe. Nächstgelegene Ortschaften sind im Nordwesten das gut 7,5 Kilometer Luftlinie entfernte Madonna di Campiglio im Campigliotal, im Südosten liegt das etwa 6,5 km entfernte Molveno am Lago di Molveno und ca. 12 km im Süden, San Lorenzo in Banale.

## Stützpunkte und Routen
Der heutige Normalweg (leichtester Anstieg) auf die Cima Falkner ist auch der Weg der Erstbesteiger. Er führt vom Rifugio Tuckett – Quintino Sella (Tucketthütte auf 2268 Metern Höhe), im obersten Brentatal gelegen, oder vom Rifugio Giorgio Graffer al Grostè (2261 m), an der Bergstation der Grostè-Seilbahn, über die Via Benini zur südsüdöstlichen Seite der Cima Falkner. Durch eine steinschlaggefährdete Rinne geht es hinauf auf eine oft mit Schnee gefüllte Scharte und Richtung Westen ohne Schwierigkeit zum Gipfel. Die Gehzeit beträgt von den Hütten aus etwa 3 Stunden.
Eine ernsthafte Kletterroute dagegen führt seit 1947 als Detassis-Route durch die Südwestwand. Hier sind Schlüsselstellen im UIAA-Grad V zu überwinden, bei einer Wandhöhe von 350 Metern. Eine weitere bekannte Tour, eröffnet 1975 von M. Andreolli, J. Casiraghi, U. Lorenzini und G. Villa, führt durch die Westwand im Schwierigkeitsgrad V+.